# MMDMA
5-Metoksi-3,4-metilendioksimetamfetamin (MMDMA; 5-MeO-MDMA) je dezajnirani lek iz klase substituisanih metilendioksifenetilamina (MDxx). Malo se zna o njegovim efektima i nije formalno proučavan na životinjama.